# إيلا نولز هاسكل
إيلا نولز هاسكل (31 يوليو 1860 - 27 يناير 1911) هي محامية أمريكية، ومدافعة عن حق المرأة في التصويت، وسياسية. ولدت في نيو هامبشير، وانتقلت إلى مونتانا لتحسين صحتها بعد إصابتها بمرض السل، وأصبحت هناك أول امرأة تحصل على ترخيص محامية، وأول كاتبة عدل، وأول امرأة تترشح لمنصب المدعي العام لولاية مونتانا، وأول امرأة تترشح لمنصب المدعي العام لولاية مونتانا، والمرأة السادسة والعشرون التي تُقبل للعمل أمام المحكمة العليا في الولايات المتحدة. شغلت منصب رئيسة جمعية مونتانا لحق الاقتراع المتساوي وكانت معروفة على نطاق واسع في مونتانا لتقدمها في حركة الاقتراع، والنسوية السياسية، والمساواة الاجتماعية.

## سيرتها المهنية
في عام 1887، أصيبت بمرض السل ونُصحت بالانتقال إلى مناخ أكثر جفافًا في إقليم مونتانا لتحسين صحتها.
ذهبت إلى ولاية أيوا، حيث أعطت دروسًا باللغتين الفرنسية والألمانية في مدرسة دينية لفترة قصيرة، والبلاغة والخطابة في كلية ويسترن نورمال. ذهبت بعد ذلك إلى مدينة سولت ليك، يوتا، وعملت كمعلمة. أثناء وجودها هناك، تلقت عرضًا براتب أكبر للعودة إلى جامعة أيوا، التي درّست فيها. لقد رأت ما يكفي من جبال روكي وسكان تلك المنطقة لجعلها ترغب في البقاء في الغرب.
في عام 1888، انتقلت إلى هيلينا، مونتانا، وعرضت عليها وظيفة مديرة مدرسة ويست سايد. بعد وقت قصير من وصولها إلى هيلينا، قررت إنهاء دورة القانون الخاصة بها، ودخلت مكتب محاماة، حيث قرأت القانون في مكتب جوزيف كينسلي في هيلينا. في العام نفسه، عينها الحاكم ليزلي كاتبة عدل، وكانت أول امرأة تشغل مثل هذا المنصب في مونتانا. خلال عامها الأول في هيلينا، عملت سكرتيرة لشركة أخشاب. أثناء دراستها للقانون، عملت جابية، ثم بحثت في قضايا الحجز والقضايا الجنائية، وتلقت عدة قضايا طلاق سلمتها إلى كينسلي. لقد ضغطت ضد قوانين مونتانا التي تحكم قبول النساء في نقابة المحامين وتمنعهن من ممارسة المهنة. نجحت في الضغط على المجلس التشريعي للسماح للنساء بممارسة القانون، فصدر لاحقًا مشروع قانون بالولاية يسمح للأشخاص المؤهلين بممارسة القانون «دون النظر إلى الجنس».
في عام 1889، قبلتها نقابة المحامين لممارسة المحاماة أمام المحكمة العليا في مونتانا، لتصبح أول امرأة يُسمح لها بممارسة المحاماة في مونتانا. لقد شكلت على الفور شراكة قانونية مع كينسلي. في 18 أبريل 1890، قبِلت لممارسة المهنة أمام المحكمة المقاطعة للولايات المتحدة، وفي 28 أبريل 1890، حصلت على أوراق اعتماد مكنتها من ممارسة المهنة أمام المحكمة الدائرة في الولايات المتحدة، وفي عام 1892، رشحها حزب التحالف لمنصب المدعي العام لمونتانا.
في عام 1902، طلقت زوجها وانتقلت إلى بوتي، مونتانا، حيث أصبحت محامية ناجحة للغاية لمختلف مصالح التعدين. واصلت المرافعة والفوز بالقضايا أمام محكمة دائرة الولايات المتحدة والمحكمة العليا للولايات المتحدة، وهي أول امرأة تفعل ذلك.

## الأنشطة السياسية
في عام 1892، أي قبل 22 عامًا من حصول نساء مونتانا على حق التصويت، ترشحت نولز لمنصب المدعي العام للولاية بعد أن رشحها الحزب الشعبوي، لتصبح أول امرأة في الولايات المتحدة تترشح لهذا المنصب. لقد خسرت الانتخابات بفارق ضئيل، ولكن هنري جاي. هاسكل، وهو جمهوري فاز في الانتخابات، رشحها لمنصب مساعد المدعي العام في ولاية مونتانا. تزوج هاسكل ونولز لاحقًا.
في عام 1896، أصبحت هاسكل أول امرأة من ولاية مونتانا تُنتخب لعضوية مؤتمر سياسي وطني، وهو مؤتمر الحزب الشعبوي. واصلت إقناع وزير الداخلية الأمريكي، هوك سميث، بمنح ولاية مونتانا ما قيمته 200 ألف دولار من الأراضي للمدارس القريبة من غريت فولز.